# IC 1646
IC 1646 — галактика типу SBbc (компактна витягнута галактика) у сузір'ї Риби.
Цей об'єкт міститься в оригінальній редакції індексного каталогу.